# مقاطعة ستيوارت (تينيسي)
مقاطعة ستيوارت هي مقاطعة في تينيسي، بلغ عدد سكانها 13٬324  نسمة، في 2010، عاصمتها دوفر، تبلغ مساحتها 1٬277 كيلومتر مربع.

## الموقع
تشترك في الحدود مع:
- مقاطعة تريغ
- مقاطعة بينتون.

## التقسيمات الإدارية
- دوفر.